# اویهی (اورگن)
اویهی (به انگلیسی: Owyhee) یک منطقهٔ مسکونی در ایالات متحده آمریکا است که در اورگن واقع شده‌است. اویهی ۶۶۹٫۰۴ متر بالاتر از سطح دریا واقع شده‌است.